# 基秦拿線
基秦拿線（英語：Kitchener）是加拿大安大略省大多倫多地區GO運輸系统的七条火车线路之一。它最初的起訖點分別位於多倫多聯合車站和基秦拿，不過大多数列车在非高峰期时以布兰普顿为起点和终点站。2021年10月开始，该线路向西延伸至安大略省的倫敦。